# 伊藤信吉
伊藤 信吉（いとう しんきち、1906年11月30日 – 2002年8月3日）は、日本の詩人、近代文学研究者。
萩原朔太郎、室生犀星、草野心平の知遇を得て、詩人として活動を開始する。戦前にはプロレタリア文学運動に参加していた。最初の詩集『故郷』刊行後に詩作を止め、詩人論や現代詩鑑賞などの評論著述に専念、萩原や室生などの詩人全集の編集に携わった。
戦後は詩人研究で著名で、多くの全集類の編集出版にもあたった。後年、故郷の群馬に居を移し、群馬県での文学活動の中心的存在としても活躍。郷土出版で『群馬文学全集』の編纂にも携わった。

## 略歴
1906年（明治39年）11月30日、群馬県群馬郡元総社村大字元総社（現：前橋市元総社町）の農家に父実太郎・母みねの長男として生まれる。高等小学校を卒業後、群馬県庁に勤務しながら詩作し、萩原朔太郎、室生犀星に師事する。1928年（昭和3年）には草野心平と共にアナーキズム系の詩人の詩をあつめた『学校詩集』を編集刊行する。
1929年（昭和4年）に上京しプロレタリア詩人会に参加する。1931年（昭和6年）、ナップ（全日本無産者芸術団体協議会）に加盟し、雑誌『ナップ』『プロレタリア詩』などに作品を発表する。1932年（昭和7年）、治安維持法違反容疑で逮捕され、プロレタリア文学運動から退く。
1933年（昭和8年）、第一詩集『故郷』を刊行するが、その後は長く詩作をやめた。1939年（昭和14年）、吉田健一らによる文芸誌『批評』の創刊同人となり、また詩誌『歴程』の同人にもなり、各種の評論を発表した。著書として『現代詩人論』（1940年）、『作家論』（1942年）などを刊行する。
第二次世界大戦後は近現代詩論などの文学評論を手がけ、『現代詩の鑑賞』（1952年）、『高村光太郎』（1958年）、『逆流の中の歌』（1963年）などの著書を刊行した。また、萩原朔太郎、室生犀星の全集の編集や、『現代日本詩人全集』の編集・解説を担当した。
1967年（昭和42年）から1969年（昭和44年）まで日本現代詩人会の会長をつとめた。1973年（昭和48年）に横浜市へ移住する。1976年（昭和51年）に43年ぶりに第二誌集『上州』を刊行すると、以降、晩年に至るまで次々と詩集を刊行した。
1996年（平成8年）、群馬県立土屋文明記念文学館の初代館長に就任した。1999年（平成11年）、日本芸術院賞恩賜賞を受賞する。没する前年の2001年秋に『伊藤信吉著作集』（全7巻、沖積舎）が刊行開始し、2003年秋に完結した。2002年（平成14年）8月3日死去。

### 没後
弟子を中心にした人々が「伊藤信吉の会 （岡田芳保会長）」を発足させ、2004年12月15日に群馬県前橋市のギャラリー・ホールのノイエス朝日で、全集完結などを記念し「伊藤信吉を偲ぶ会」が催された。
2006年1月-3月に神奈川近代文学館で「生誕100年　伊藤信吉展」が開催された。
2022年1月に群馬県立土屋文明記念文学館で企画展「写真で見る近代詩　没後20年　伊藤信吉写真展」が開催された。

## 受賞歴
- 1974年（昭和49年） - 第2回平林たい子文学賞（『ユートピア紀行』にて）[5]
- 1977年（昭和51年） - 第28回読売文学賞（評論・伝記部門）(『萩原朔太郎』（全2巻、北洋社）にて）[5]
- 1978年（昭和52年） - 第9回多喜二・百合子賞（『天下末年 伊藤信吉詩集』（新日本出版社）にて）
- 1980年（昭和55年） - 第30回芸術選奨文部大臣賞（『望郷蠻歌・風や天』（集英社）にて）[5]
- 1993年（平成5年） - 第2回丸山豊記念現代詩賞（『上州おたくら　私の方言詩集』（思潮社）にて）[5]
- 1997年（平成9年） - 第48回読売文学賞（随筆・紀行部門）（『監獄裏の詩人たち』（新潮社）にて）[5]
- 1999年（平成11年） - 平成10年度日本芸術院賞、恩賜賞[5]
- 2002年（平成14年） - 第17回詩歌文学館賞（現代詩部門）（『老世紀界隈で』（集英社）にて）[5]

## 詩集・句集
- 『故郷』中外書房、昭和8年
- 『詩集 上州』麦書房、1976年
- 『天下末年 : 伊藤信吉詩集』新日本出版社、1977年
- 『風や天 : 望郷蛮歌』集英社、1979年
- 『伊藤信吉詩集』山室静編、彌生書房〈世界の詩〉、1982年
- 『伊藤信吉詩集』思潮社〈現代詩文庫〉、1988年
- 『上州おたくら : 私の方言詩集』思潮社、1993年
- 『詩集 私のイヤリング』青娥書房、1994年
- 『詩集 老世紀界隈で』集英社、2001年
- 『たそがれのうた : 伊藤信吉全句集』鬣の会〈風の花冠文庫〉、2004年

## 著書
- 『島崎藤村の文学』第一書房、昭和11年
- 『土の唄と民話』四元社、昭和14年
- 『現代詩人論』河出書房、昭和15年
- 『昔話とわらべうた』四元社、昭和17年
- 『作家論』利根書房、昭和17年
- 『近代文学の精神』有光社、昭和18年
- 『伝承の世界』三鳩社、昭和21年
- 『島崎藤村』和田堀書店、1947年
- 『近代文学論 : 藤村その他』和田堀書店、1948年
- 『現代詩の鑑賞』上下巻、新潮社〈新潮文庫〉、1952年,1954年
- 『高村光太郎 : その詩と生涯』新潮社、1958年
- 『逆流の中の歌 : 詩的アナキズムの回想』七曜社、1963年
  - 『逆流の中の歌 : 詩的アナキズムの回想』泰流社、1977年
- 『高村光太郎 : その詩と生涯』角川書店〈角川文庫〉、1964年
- 『詩のふるさと』新潮社、1966年
  - 『詩のふるさと』新潮文庫、1968年
- 『詩の世界 : その享受と鑑賞』社会思想社、1967年
- 『鑑賞智恵子抄』角川書店、1968年
- 『抒情小曲論』青娥書房、1969年
- 『詩とめぐる旅』新潮社、1970年
- 『ぎたる弾くひと : 萩原朔太郎の音楽生活』麦書房、1971年
- 『詩の旅』弥生書房、1972年
- 『ユートピア紀行』講談社、1973年
  - 『ユートピア紀行 : 有島武郎 宮沢賢治 武者小路実篤』講談社文芸文庫、1997年
- 『私の詩的地帯』彌生書房、1973年
- 『萩原朔太郎. 1 (浪曼的に)』北洋社、1976年
- 『萩原朔太郎. 2 (虚無的に)』北洋社、1976年
- 『紀行 ふるさとの詩』講談社、1977年
- 『回想の上州 : その詩的風土に沿うて』あさを社、1977年
- 『萩原朔太郎』北洋社、1977年
- 『詩的紀行 日本の廃墟』講談社、1977年
- 『烈風の中に立ちて : 萩原朔太郎と萩原恭次郎』静地社、1981年
- 『黒い鐘楼の下で : 萩原朔太郎・その文化的自由主義』麦書房、1982年
- 『風色の望郷歌』朝日新聞社、1984年
- 『島崎藤村の文学』日本図書センター、1985年
- 『郷土望景詩をめぐって』煥乎堂、1987年
- 『金沢の詩人たち』白楽、1988年
- 『風色の望郷歌 : 郷土版』上下巻、煥乎堂、1991年
- 『詩人たちの年譜』日本古書通信社、1993年
- 『上州の空の下』煥乎堂、1993年
- 『監獄裏の詩人たち』新潮社、1996年
- 『利根川上流紀行』新井幸人撮影、時事通信社、1997年
- 『亡命・高村光太郎』日本古書通信社、1998年
- 『佐藤緑葉の文学 : 上州近代の作家』塙書房、1999年
- 『マックラサンベ : 私の方言村ことば』川島書店、2000年
- 『室生犀星 : 戦争の詩人・避戦の作家』集英社、2003年
- 『伊藤信吉著作集』（沖積舎、2001年-2003年）
  1. 島崎藤村の文学、近代文学の精神、作家論
  2. 萩原朔太郎、郷土望景詩をめぐってほか
  3. 高村光太郎、逆流の中の歌、佐藤緑葉の文学ほか
  4. 室生犀星、中野重治、監獄裏の詩人たちほか
  5. 現代詩人の作品鑑賞、詩のふるさと 、詩をめぐる旅
  6. ユートピア紀行、風色の望郷歌、抒情小曲論ほか
  7. 詩篇集成、散文集成

## 編著
- 『学校詩集』学校詩集発行所、1929年
  - 『学校詩集』麦書房、1981年
- 『高村光太郎詩集』新潮文庫、1950年
- 『萩原朔太郎詩集』角川文庫、1956年
- 『光太郎のうた』社会思想社〈現代教養文庫〉、1962年
- 『朔太郎のうた』社会思想社〈現代教養文庫〉、1964年
- 『藤村のうた』社会思想社〈現代教養文庫〉、1965年
- 『紙絵と詩 智恵子抄』社会思想社〈現代教養文庫〉、1965年
- 『萩原朔太郎研究』思潮社、1966年
- 『高村光太郎研究』思潮社、1966年
- 『石川啄木詩集』角川文庫、1966年
- 『現代名詩選』上中下巻、新潮文庫、1969年
- 『土の詩・ふるさとの詩』家の光協会、1969年
- 『萩原朔太郎研究 増補新版』思潮社、1972年
- 『萩原恭次郎詩集』彌生書房、1973年
- 『詩とは何か』角川選書、1976年
- 『萩原朔太郎と詩的風土』上毛新聞社出版局、1981年
- 『赤い襟章 : 松山達枝作品集』青磁社、1991年
- 『激動期の詩と詩人』激動期の詩と詩人刊行会、1993年
- 『利根の砂山 : 上州詩集』煥乎堂、1994年
- 『明日は天気だ : 上州詩集』煥乎堂、1997年

## 主な編集出版
- 『現代日本詩人全集』東京創元社
- 『現代詩鑑賞講座』角川書店
- 『日本の詩歌』中央公論社 のち中公文庫・オンデマンド版
- 『松永延造全集』
- 『室生犀星全集』
- 『中野重治全集』
- 『萩原朔太郎全集』
- 『高村光太郎全集』
- 『石川啄木全集』
- 『群馬文学全集』

## 評伝
- 東谷篤 『伊藤信吉論 未完の近代を旅した詩人』 沖積舎、2010年

## 関連文献
- 『伊藤信吉 : 近代詩・現代詩そして郷土詩の途』前橋文学館、1995年
- 『私の村ことば : 伊藤信吉方言メモ』群馬県立土屋文明記念文学館、2002年
- 『伊藤信吉展 : 追悼・上州烈風の詩人 : 伊藤信吉その文学的軌跡詩と評論 : 第15回企画展 : 図録』群馬県立土屋文明記念文学館、2003年
- 野口武久 編『伊藤信吉 : 群馬における文化的足跡』みやま文庫、2006年
- 『伊藤信吉論 : 伊藤信吉生誕100年記念展 : 萩原朔太郎生誕120年記念』萩原朔太郎記念・水と緑と詩のまち前橋文学館、2006年
- 『風の日和 : 伊藤信吉生涯の足跡』群馬県立土屋文明記念文学館、2009年
- 東谷篤『伊藤信吉論 : 未完の近代を旅した詩人』沖積舎、2010年
- 『伊藤信吉没後10年記念展 : 風の詩人に会いに来ませんか : 第79回企画展』群馬県立土屋文明記念文学館、2013年
- 『方言の豊穣、文学の実感 : 井上ひさし・伊藤信吉の世界 : 第95回企画展』群馬県立土屋文明記念文学館、2017年
- 『写真で見る近代詩 : 没後20年伊藤信吉写真展 : 第114回企画展』群馬県立土屋文明記念文学館、2022年